# Travna Gora
Travna Gora – wieś w Słowenii, w gminie Sodražica. W 2018 roku liczyła 19 mieszkańców.